# Синегрудый пёстрый флейтист
Синегрудый пёстрый флейтист (лат. Cinclosoma punctatum) — вид птиц семейства флейтистовых.
Эндемик Австралии. Распространён на юго-востоке страны, включая Тасманию. Живёт в сухом склерофильном лесу и буше.
Птица длиной 24—30 см, массой 107—119 г. Это массивная с виду птица, с удлинённой головой с коническим и заострённым клювом, закруглёнными телом и крыльями, средней длины прямым хвостом и крепкими ногами.
Наземная птица, достаточно плохо летает, предпочитая в случае опасности прижиматься к земле или бежать. Активна днём. Держится поодиночке или парами, реже небольшими стайками. Пищу ищет среди камней или у основания трав и кустов. Питается насекомыми, реже семенами и ягодами.
Сезон размножения длится с июля по февраль. Моногамные птицы. Чашеобразное гнездо строит на земле у основания куста только самка. В кладке 2—4 яйца. Инкубация длится около двадцати дней. Заботятся о птенцах оба родителя. Птенцы могут летать через три недели после вылупления, но остаются с родителями ещё три недели.